# Кинг, Бен
Бен И Кинг (англ. Ben E. King, настоящее имя — Бенджамин Эрл Нельсон (англ. Benjamin Earl Nelson); 28 сентября 1938, Гарлем, Нью-Йорк, США — 30 апреля 2015, Хакенсак, Нью-Джерси, США) — один из классиков соул-музыки конца 1950-х и начала 1960-х, начинавший свою карьеру в качестве фронтмена вокального коллектива The Drifters. Его протяжный баритон сделал ритм-энд-блюз популярным среди белой публики: классические записи Кинга предвещали «мотауновское звучание» середины 1960-х.

## Биография
Уроженец Гарлема, Нельсон выступал в составе полулюбительской команды The Five Crowns, когда продюсер Джордж Тредвелл пригласил его (в 1958 г.) перейти в популярный вокальный коллектив The Drifters. Фронтмен группы испытывал трудности с записью в студии, и Кингу посчастливилось заменить его на записи There Goes My Baby — песни, которая сделала The Drifters суперзвёздами.
В течение 1959 года Кинг (тогда ещё выступавший под своим настоящим именем) записал вместе с The Drifters череду таких шлягеров, как Dance With Me, This Magic Moment (в «Шоссе в никуда» звучит версия Лу Рида), I Count the Tears и Save the Last Dance for Me (1-е место в США). В связи с ростом популярности коллектива он потребовал у Тредвелла прибавки в жаловании, но, получив отказ, решил записываться сольно под псевдонимом Бен И Кинг.
В качестве сольного исполнителя Кинг сделал ставку на прославленный дуэт авторов — Лейбера и Столлера. Первым его синглом стала оркестрованная Филом Спектором баллада Spanish Harlem (впоследствии её исполняла Арета Франклин). В том же 1961 году вышел синглом его самый крупный хит, Stand By Me. Этот гимн дружбе дважды возвращался в десятку лучших песен США, а с выходом в 1987 году одноимённого фильма возглавил UK Singles Chart.
Последний всплеск популярности Бена Кинга пришёлся на эпоху диско, когда он записал танцевальную мелодию Supernatural Thing, Part I. Певец продолжал активно записываться и в 1990-е годы.

## Хиты
Три хита Бена Кинга — There Goes My Baby (1958), Spanish Harlem (1961) и Stand By Me (1961) — Зал славы рок-н-ролла включает в число песен, сформировавших современную поп-музыку. Все они вошли в список 500 величайших песен всех времён по версии журнала Rolling Stone. В написании There Goes My Baby и Stand By Me вокалист принимал личное участие. В 1975 г. собственную версию Stand By Me выпустил синглом Джон Леннон, а в 2007 г. Billboard Hot 100 покорила обновлённая версия мелодии — Beautiful Girls в исполнении Шона Кингстона.